# Francisco de Vitória, bispo de Córdoba del Tucumán
Francisco de Victoria, nascido como Francisco de Vitória ou bem Francisco de Vitoria (n. Reino de Portugal, 1540 - Madri, Coroa de Espanha, 9 de novembro de 1592), era um religioso dominicano que foi eleito como primeiro Bispo do Tucumán, desde 1578 até 1592, ano de sua morte.

## Biografia até a consagração episcopal

### Origem familiar e primeiros anos
Conhece-se muito pouco a respeito de suas origens, mas supõe-se que teria nascido no Reino de Portugal e teria vivido desde a sua infância na Espanha. Sua família, conquanto era castelhana de origem, professava o judaísmo e tiveram que se converter ao catolicismo depois da ordem de expulsão de Espanha. Este detalhe de sua religião originaria consta nas fontes históricas dos jesuitas, já que De Victoria declarou ter um parentesco com o padre Diego Laínez, o qual era o Segundo Geral dessa companhia que também era “cristão novo”.

### Viagem ao Peru e ingresso ao sacerdócio dominicano
Muito jovem e em procura de fortuna transladou-se ao Virreinato del Perú, onde trabalhou no comércio. Como não teve sucesso com os negócios, em 1560 ingressou na Ordem dos Pregadores onde cursou seus estudos e se ordenou como frade dominicano, obtendo o título de mestre em Teología. Seu colega de noviciado, frei Reginaldo de Lizárraga, disse dele que “era um varão douto e agudo”. Como era muito inteligente cedo recebeu reconhecimentos. Os dominicanos do Peru enviaram-no às cortes de Madri e a Roma como seu representante legal ante a Curia Romana.
Estando nessa função, e contando com importantes amigos, conseguiu que o rei Felipe II o apresentasse em 1577 como candidato a bispo da Diócesis del Tucumán, que tinha sido fundada em maio de 1570 pelo papa Pío V, mas ainda não tinha conseguido ter um bispo: três sucessivos prelados foram nomeados e consagrados bispos do Tucumán sem terem conseguido assumir o cargo.